# Nati nel 1979/Maggio
| Questa pagina contiene informazioni ricavate automaticamente dalle voci biografiche con l'ausilio del template Bio e di un bot. L'aggiornamento è periodico e automatico e ricostruisce completamente la pagina. Se manca una persona in questa lista, sei pregato di non aggiungerla, ma accertati piuttosto che la sua voce biografica contenga il template Bio e che i dati anagrafici siano correttamente compilati. Se il template Bio manca, inseriscilo tu stesso o, in alternativa, metti l'avviso {{tmp\|Bio}} che ne segnala la mancanza. Se i dati riportati sono sbagliati, correggi direttamente la voce biografica; le modifiche saranno visibili in questa lista entro pochi giorni. Per chiarimenti vedi il progetto biografie. La lista contiene solo le 392 persone che sono citate nell'enciclopedia e per le quali è stato implementato correttamente il template Bio. Pagina aggiornata al 18 ago 2025. |

- 1º maggio - Mauro Bergamasco, ex rugbista a 15 italiano
- 1º maggio - Lars Berger, ex biatleta e fondista norvegese
- 1º maggio - Jennifer Botterill, ex hockeista su ghiaccio canadese
- 1º maggio - Björn De Wilde, ex calciatore belga
- 1º maggio - Ben Easter, attore statunitense
- 1º maggio - Julian Gilbey, regista, sceneggiatore e montatore britannico
- 1º maggio - Tadaaki Hirakawa, allenatore di calcio e ex calciatore giapponese
- 1º maggio - Michelle Perry, ex ostacolista e multiplista statunitense
- 1º maggio - Pauli Rantasalmi, chitarrista finlandese
- 2 maggio - Cyril Akpomedah, ex cestista francese
- 2 maggio - Chen Yan, ex nuotatrice cinese
- 2 maggio - Jason Chimera, hockeista su ghiaccio canadese
- 2 maggio - Juan Ramón Curbelo, ex calciatore uruguaiano
- 2 maggio - Joseph Elanga, ex calciatore camerunese
- 2 maggio - Simon Grechi, attore italiano
- 2 maggio - Rafael Guevara, ex cestista venezuelano
- 2 maggio - Avtandil Khurtsidze, pugile georgiano
- 2 maggio - Aljaksandr Ljancėvič, ex calciatore bielorusso
- 2 maggio - Andrea Martongelli, chitarrista italiano
- 2 maggio - Sumika Minamoto, ex nuotatrice giapponese
- 2 maggio - Ndèye Ndiaye, ex cestista senegalese
- 2 maggio - Mirsha Serrano, calciatore messicano († 2007)
- 2 maggio - Valentin Wegmann, ex cestista svizzero
- 3 maggio - Ivar van Dinteren, allenatore di calcio e ex calciatore olandese
- 3 maggio - Junpei Fujita, arrangiatore e compositore giapponese
- 3 maggio - Simone Hauswald, ex biatleta tedesca
- 3 maggio - Hell Rell, rapper statunitense
- 3 maggio - Lexy, cantante sudcoreana
- 3 maggio - Genevieve Nnaji, attrice e cantante nigeriana
- 3 maggio - David Stricker, ex hockeista su ghiaccio italiano
- 4 maggio - Lance Bass, cantante, ballerino e attore statunitense
- 4 maggio - Édouard Boulanger, copilota di rally svizzero
- 4 maggio - Danny Byrd, produttore discografico e disc jockey britannico
- 4 maggio - Pauline Croze, cantante e musicista francese
- 4 maggio - Toby Dawson, ex sciatore freestyle sudcoreano
- 4 maggio - Tania Di Mario, dirigente sportiva e pallanuotista italiana
- 4 maggio - Jevhenija Duškevyč, ex pallavolista ucraina
- 4 maggio - Nicolás Hernández, ex calciatore argentino
- 4 maggio - Marina Huber, ex sciatrice alpina tedesca
- 4 maggio - Hristo Janev, allenatore di calcio e ex calciatore bulgaro
- 4 maggio - Zach Nunn, politico e ufficiale statunitense
- 4 maggio - Réhahn, fotografo francese
- 4 maggio - Lesley Vainikolo, rugbista a 13 neozelandese
- 5 maggio - Augusto Andaveris, ex calciatore boliviano
- 5 maggio - Sara Bertoli, pentatleta italiana
- 5 maggio - Marco Claúdio, ex calciatore portoghese
- 5 maggio - Chris Cook, ex nuotatore britannico
- 5 maggio - Simone Ercoli, nuotatore italiano
- 5 maggio - Alessia Ghilardi, ex pallavolista italiana
- 5 maggio - Cedric van der Gun, ex calciatore olandese
- 5 maggio - Márcio Alexandre Henriques Gonçalves dos Santos, ex calciatore portoghese
- 5 maggio - Vincent Kartheiser, attore statunitense
- 5 maggio - Mio Otani, ex calciatrice giapponese
- 5 maggio - Samanta Piccinetti, attrice italiana
- 5 maggio - Robertas Poškus, ex calciatore lituano
- 5 maggio - Pierre Sage, allenatore di calcio e dirigente sportivo francese
- 5 maggio - Maksïm Samçenko, ex calciatore kazako
- 5 maggio - Charmane Star, ex attrice pornografica filippina
- 5 maggio - Akihito Tsukushi, illustratore, fumettista e designer giapponese
- 5 maggio - Martin Sweet, chitarrista, cantante e bassista svedese
- 5 maggio - Engin Çeber, attivista turco († 2008)
- 6 maggio - Renat Dwbïnskïý, ex calciatore kazako
- 6 maggio - Kerry Ellis, cantante e attrice britannica
- 6 maggio - Mauro Gallo, ex nuotatore italiano
- 6 maggio - Aleš Hlad, pilota motociclistico sloveno
- 6 maggio - Gerd Kanter, discobolo estone
- 6 maggio - Stefanos Kotsolīs, ex calciatore greco
- 6 maggio - Francesco Marianini, ex calciatore italiano
- 6 maggio - Jon Montgomery, skeletonista canadese
- 6 maggio - Silvia Morales, ex cestista spagnola
- 6 maggio - Thomas Pöge, bobbista tedesco
- 6 maggio - Toni Trupia, regista e sceneggiatore italiano
- 6 maggio - Ratko Varda, ex cestista serbo
- 7 maggio - Chiara Baffi, attrice italiana
- 7 maggio - Mimmo Borrelli, drammaturgo, attore e regista teatrale italiano
- 7 maggio - Carlos Castaño, ex pistard e ciclista su strada spagnolo
- 7 maggio - Gareth Cooper, rugbista a 15 gallese
- 7 maggio - Dmitrij Demuškin, politico russo
- 7 maggio - Katie Douglas, ex cestista statunitense
- 7 maggio - D.J. Harrison, ex cestista statunitense
- 7 maggio - Oliver Kamber, ex hockeista su ghiaccio svizzero
- 7 maggio - Yōsuke Kubozuka, attore e modello giapponese
- 7 maggio - Bogdan Pătrașcu, ex calciatore rumeno
- 7 maggio - Branko Peković, pallanuotista serbo
- 7 maggio - Peter Petráš, calciatore slovacco
- 7 maggio - Jack Samani, ex calciatore salomonese
- 7 maggio - Mohand al-Shihri, terrorista saudita († 2001)
- 7 maggio - Mike Wilks, ex cestista e allenatore di pallacanestro statunitense
- 8 maggio - Allison Beckford, ex velocista e ostacolista giamaicana
- 8 maggio - Mark Boyle, attivista e scrittore irlandese
- 8 maggio - Joost Broerse, ex calciatore olandese
- 8 maggio - Paolo De Chiara, giornalista e scrittore italiano
- 8 maggio - Alessandro Donati, dirigente sportivo e ex ciclista su strada italiano
- 8 maggio - Tynesha Lewis, ex cestista e allenatrice di pallacanestro statunitense
- 8 maggio - Liu Yunfei, ex calciatore cinese
- 8 maggio - Stipe Modrić, ex cestista e allenatore di pallacanestro croato
- 8 maggio - Yuri Rose, allenatore di calcio e ex calciatore olandese
- 8 maggio - Gennaro Sardo, dirigente sportivo e ex calciatore italiano
- 8 maggio - Ole Johan Singsdal, ex calciatore norvegese
- 9 maggio - Rubens Bertogliati, dirigente sportivo e ex ciclista su strada svizzero
- 9 maggio - Roberto Biserni, allenatore di calcio e ex calciatore italiano
- 9 maggio - Pierre Bouvier, cantautore e chitarrista canadese
- 9 maggio - Éric Cubilier, ex calciatore francese
- 9 maggio - Rosario Dawson, attrice e doppiatrice statunitense
- 9 maggio - Michele Mariotti, direttore d'orchestra italiano
- 9 maggio - Stefania Masala, attrice e musicista italiana
- 9 maggio - Gray Maynard, artista marziale misto statunitense
- 9 maggio - Jamie Noon, rugbista a 15 britannico
- 9 maggio - Barry Quinn, ex calciatore irlandese
- 9 maggio - Mirosław Sznaucner, allenatore di calcio e ex calciatore polacco
- 9 maggio - Andrew W.K., musicista e cantautore statunitense
- 10 maggio - Kaironnisam Sahabudin Hussain, ex calciatore malese
- 10 maggio - Wiradech Kothny, schermidore tedesco
- 10 maggio - Rémy Martin, rugbista a 15 francese
- 10 maggio - José Mota, ex calciatore brasiliano
- 10 maggio - Stefano Pecci, pentatleta italiano
- 10 maggio - Anna Prchal, ex sciatrice alpina canadese
- 10 maggio - Greg Stempin, ex cestista statunitense
- 10 maggio - Iiro Tenngren, ex cestista finlandese
- 10 maggio - Marieke Vervoort, atleta paralimpica belga († 2019)
- 11 maggio - Giuseppe Albanese, pianista italiano
- 11 maggio - Tom Bacon, attore britannico
- 11 maggio - Tim Baillie, canoista britannico
- 11 maggio - Svein Tore Brandshaug, calciatore norvegese
- 11 maggio - Laphonza Butler, politica statunitense
- 11 maggio - Gonzalo Colsa, ex calciatore spagnolo
- 11 maggio - Diego Costa Silva, allenatore di calcio e ex calciatore brasiliano
- 11 maggio - Mary Elizabeth Ellis, attrice statunitense
- 11 maggio - Sorin Ghionea, ex calciatore rumeno
- 11 maggio - Ruslan Musayev, ex calciatore azero
- 11 maggio - Johanna Rolland, politica francese
- 11 maggio - Frank Schneider, arbitro di calcio francese
- 11 maggio - Ola Tidman, ex calciatore svedese
- 12 maggio - Radwan Al Azhar, calciatore siriano
- 12 maggio - Mariano Bruno, comico italiano
- 12 maggio - Fausto Cabra, attore e regista teatrale italiano
- 12 maggio - Andre Carter, ex giocatore di football americano statunitense
- 12 maggio - Milan Dozet, ex cestista serbo
- 12 maggio - Marjan Eid, allenatore di calcio e ex calciatore bahreinita
- 12 maggio - David Hellebuyck, ex calciatore francese
- 12 maggio - Takashi Kondō, doppiatore giapponese
- 12 maggio - Martin Rizzi, ex hockeista su ghiaccio italiano
- 12 maggio - Joaquim Rodríguez, ex ciclista su strada spagnolo
- 12 maggio - Emanuel Scelfo, hockeista su ghiaccio italiano
- 12 maggio - Adrian Serioux, ex calciatore canadese
- 12 maggio - Steve Smith, ex giocatore di football americano statunitense
- 12 maggio - Aaron Yoo, attore statunitense
- 13 maggio - Mile Krstev, ex calciatore macedone
- 13 maggio - Michael Madden, bassista statunitense
- 13 maggio - Lauren Phoenix, ex attrice pornografica canadese
- 13 maggio - V″jačeslav Ševčuk, ex calciatore ucraino
- 13 maggio - Amruta Subhash, attrice indiana
- 13 maggio - Carlo Filippo di Svezia, principe svedese
- 14 maggio - Patrick Apataki, ex calciatore della Repubblica Democratica del Congo
- 14 maggio - Dan Auerbach, cantautore e chitarrista statunitense
- 14 maggio - Bleona, cantante, personaggio televisivo e modella albanese
- 14 maggio - Jamie Draven, attore britannico
- 14 maggio - Urijah Faber, ex artista marziale misto statunitense
- 14 maggio - Viviane Forest, sciatrice alpina canadese
- 14 maggio - Anne Ingstadbjørg, ex biatleta norvegese
- 14 maggio - Mickaël Landreau, allenatore di calcio e ex calciatore francese
- 14 maggio - Edwige Lawson-Wade, ex cestista francese
- 14 maggio - Clinton Morrison, ex calciatore irlandese
- 14 maggio - Macarena Olona, politica spagnola
- 14 maggio - Nicoletta Romanoff, attrice italiana
- 14 maggio - Carlos Tenorio, ex calciatore ecuadoriano
- 15 maggio - Naroa Agirre, ex astista spagnola
- 15 maggio - Adolfo Bautista, ex calciatore messicano
- 15 maggio - Daniel Caines, ex velocista britannico
- 15 maggio - Edina Csaba, schermitrice ungherese
- 15 maggio - Luca D'Andrea, scrittore italiano
- 15 maggio - André Dias, ex calciatore brasiliano
- 15 maggio - Li Yanfeng, ex discobola cinese
- 15 maggio - Chris Masoe, ex rugbista a 15 e allenatore di rugby a 15 samoano
- 15 maggio - Mau Penisula, calciatore e giocatore di calcio a 5 tuvaluano
- 15 maggio - Renato Dirnei Florêncio, ex calciatore brasiliano
- 16 maggio - Angelika Bachmann, ex tennista tedesca
- 16 maggio - Justin Bruening, attore e modello statunitense
- 16 maggio - Chen Ke, ex cestista cinese
- 16 maggio - Matko Kalinić, ex calciatore croato
- 16 maggio - Nikos Katsavakīs, ex calciatore greco
- 16 maggio - Matthias Kessler, ex ciclista su strada tedesco
- 16 maggio - McKenzie Lee, attrice pornografica britannica
- 16 maggio - Kevin Light, canottiere canadese
- 16 maggio - Jessica Morris, attrice, sceneggiatrice e produttrice cinematografica statunitense
- 16 maggio - Barbara Nedeljáková, attrice slovacca
- 16 maggio - Patrick Nora, ex giocatore di calcio a 5 brasiliano
- 16 maggio - Ubaldo Pagano, politico italiano
- 16 maggio - Domenico Ricatti, maratoneta e mezzofondista italiano
- 16 maggio - Sergio Roitman, ex tennista argentino
- 16 maggio - Brian Viglione, batterista statunitense
- 16 maggio - Kaila Yu, modella e cantante taiwanese
- 17 maggio - Alex Brown, rugbista a 15 britannico
- 17 maggio - Ernest Brown, ex cestista statunitense
- 17 maggio - Giovanni Luca Cannata, politico italiano
- 17 maggio - Ayda Field, attrice statunitense
- 17 maggio - David Jarolím, ex calciatore ceco
- 17 maggio - Bianca Mayer, cantante, musicista e pianista svizzera
- 17 maggio - Wayne Thomas, ex calciatore inglese
- 17 maggio - Lyne Renée, attrice belga
- 17 maggio - Jimmie Åkesson, politico svedese
- 18 maggio - Božo Barać, ex cestista croato
- 18 maggio - Helder Barbalho, politico brasiliano
- 18 maggio - Jens Bergensten, autore di videogiochi svedese
- 18 maggio - Bruno Bonfim, ex nuotatore brasiliano
- 18 maggio - Chit Un Cheung, ex calciatore macaense
- 18 maggio - Mahamadou Dissa, ex calciatore maliano
- 18 maggio - Iago García, attore spagnolo
- 18 maggio - Gabriel Gonzaga, artista marziale misto brasiliano
- 18 maggio - Mariusz Lewandowski, allenatore di calcio e ex calciatore polacco
- 18 maggio - Michal Martikán, canoista slovacco
- 18 maggio - Blagoj Nacoski, tenore macedone
- 18 maggio - David Nail, cantautore statunitense
- 18 maggio - Alexander Nanau, regista, sceneggiatore e produttore cinematografico romeno
- 18 maggio - Milivoje Novakovič, ex calciatore sloveno
- 18 maggio - Gian Piero Rotoli, attore italiano
- 18 maggio - Rick Say, nuotatore canadese
- 18 maggio - Julián Speroni, ex calciatore argentino
- 19 maggio - Tunisiano, rapper francese
- 19 maggio - Fernando Belasteguín, sportivo argentino
- 19 maggio - Giulia Bevilacqua, attrice italiana
- 19 maggio - Janell Burse, ex cestista statunitense
- 19 maggio - Kyle A. Carrozza, animatore e doppiatore statunitense
- 19 maggio - César Vinício Cervo de Luca, allenatore di calcio, dirigente sportivo e ex calciatore brasiliano
- 19 maggio - Caroline Correa, attrice australiana
- 19 maggio - Diego Forlán, allenatore di calcio e ex calciatore uruguaiano
- 19 maggio - Bouchra Ghezielle, ex mezzofondista francese
- 19 maggio - Shooter Jennings, cantautore e produttore discografico statunitense
- 19 maggio - Islaja, cantautrice e musicista finlandese
- 19 maggio - Sanoe Lake, modella, surfista e attrice statunitense
- 19 maggio - Mindaugas Lukauskis, ex cestista lituano
- 19 maggio - Natallja Marčanka, ex cestista bielorussa
- 19 maggio - Bérénice Marlohe, attrice e modella francese
- 19 maggio - Flavio Parenti, attore italiano
- 19 maggio - Andrea Pirlo, allenatore di calcio e ex calciatore italiano
- 19 maggio - Gejza Pulen, ex calciatore slovacco
- 19 maggio - Enea Scala, tenore italiano
- 19 maggio - Gonzalo Trujillo, attore spagnolo
- 20 maggio - Alfons Alzamora, cestista spagnolo
- 20 maggio - Alexandre Aubert, biatleta francese
- 20 maggio - Iván Furios, ex calciatore argentino
- 20 maggio - Marija Gabriel, politica bulgara
- 20 maggio - Jan Kuyckx, ex ciclista su strada belga
- 20 maggio - Mattia Notari, dirigente sportivo e ex calciatore italiano
- 20 maggio - Jana Pallaske, attrice e cantante tedesca
- 20 maggio - Mark Petrie, compositore neozelandese
- 20 maggio - Andrew Scheer, politico canadese
- 20 maggio - Yoshinari Takagi, ex calciatore giapponese
- 21 maggio - Damián Álvarez, ex calciatore argentino
- 21 maggio - Mauricio Ardila, ciclista su strada colombiano
- 21 maggio - Tom Audenaert, attore belga
- 21 maggio - Mamadou Bagayoko, ex calciatore maliano
- 21 maggio - Briana Banks, ex attrice pornografica statunitense
- 21 maggio - Mickaël Buffaz, ex ciclista su strada e pistard francese
- 21 maggio - Jesse Capelli, ex attrice pornografica canadese
- 21 maggio - Svein-Erik Edvartsen, arbitro di calcio e arbitro di hockey su ghiaccio norvegese
- 21 maggio - Lino Guanciale, attore italiano
- 21 maggio - Hideo Hashimoto, ex calciatore giapponese
- 21 maggio - Yves Huts, bassista olandese
- 21 maggio - Manu Militari, rapper canadese
- 22 maggio - Marracash, rapper italiano
- 22 maggio - Andreas Buder, ex sciatore alpino austriaco
- 22 maggio - Christoph Eigenmann, ex fondista svizzero
- 22 maggio - Hafdís Huld, cantante e attrice islandese
- 22 maggio - Turei Iautu, ex calciatore vanuatuano
- 22 maggio - Takaya Kagami, scrittore giapponese
- 22 maggio - Marjan Petković, ex calciatore tedesco
- 22 maggio - Russell Pritchard, bassista inglese
- 22 maggio - Maggie Q, attrice statunitense
- 22 maggio - Marco Siffredi, alpinista e snowboarder francese († 2002)
- 22 maggio - Igor' Soloshenko, ex calciatore kazako
- 22 maggio - Víctor Thomas, ex cestista messicano
- 22 maggio - Nicoletta Tinti, ex ginnasta italiana
- 22 maggio - Mehmet Yılmaz, allenatore di calcio e ex calciatore turco
- 22 maggio - Zampa, rapper italiano
- 22 maggio - Abdul-Malik al-Houthi, politico e militare yemenita
- 23 maggio - Davyd Arachamija, politico ucraino
- 23 maggio - Rasual Butler, cestista statunitense († 2018)
- 23 maggio - Brian Campbell, ex hockeista su ghiaccio canadese
- 23 maggio - Giampaolo Cheula, dirigente sportivo, ex ciclista su strada e mountain biker italiano
- 23 maggio - Josh Cooley, regista, sceneggiatore e animatore statunitense
- 23 maggio - Abdulrahim Jumaa, ex calciatore emiratino
- 23 maggio - Shamal Kumar, ex calciatore figiano
- 23 maggio - David Madrid, allenatore di calcio a 5 spagnolo
- 23 maggio - Ersen Martin, calciatore turco († 2024)
- 23 maggio - Francesco Mattina, disegnatore e illustratore italiano
- 23 maggio - Vaida Pacauskienė, ex cestista lituana
- 24 maggio - Julian Ahmataj, allenatore di calcio e ex calciatore albanese
- 24 maggio - Federico Amenta, ex calciatore italiano
- 24 maggio - Dalibor Doder, pallamanista svedese
- 24 maggio - Daria Guidetti, astrofisica e divulgatrice scientifica italiana
- 24 maggio - Maria Lawson, cantante britannica
- 24 maggio - Laura Macchi, ex cestista italiana
- 24 maggio - Kareem McKenzie, giocatore di football americano statunitense
- 24 maggio - Tracy McGrady, ex cestista statunitense
- 24 maggio - Frank Mir, artista marziale misto statunitense
- 24 maggio - Igor Novaković, ex calciatore croato
- 24 maggio - Julija Petrova, ex pallanuotista russa
- 24 maggio - Olivier Renard, dirigente sportivo e ex calciatore belga
- 24 maggio - Haaz Sleiman, attore libanese
- 24 maggio - Rubén Torrecilla, allenatore di calcio e ex calciatore spagnolo
- 25 maggio - Corbin Allred, attore statunitense
- 25 maggio - Carlos Bocanegra, dirigente sportivo e ex calciatore statunitense
- 25 maggio - Stefano Cruciani, pilota motociclistico italiano
- 25 maggio - Elli Erl, cantante e personaggio televisivo tedesca
- 25 maggio - Giorgio Furlani, dirigente d'azienda e dirigente sportivo italiano
- 25 maggio - Mikko Härkin, tastierista finlandese
- 25 maggio - Fausto Ippoliti, pilota automobilistico italiano
- 25 maggio - Martin Jiránek, ex calciatore ceco
- 25 maggio - Péguy Luyindula, dirigente sportivo e ex calciatore francese
- 25 maggio - Dario Messana, pallavolista italiano
- 25 maggio - Sayed Moawad, allenatore di calcio e ex calciatore egiziano
- 25 maggio - Marija Jefrosinina, conduttrice televisiva ucraina
- 25 maggio - Caroline Ouellette, hockeista su ghiaccio canadese
- 25 maggio - Sam Sodje, ex calciatore inglese
- 25 maggio - Hideaki Sorachi, fumettista giapponese
- 25 maggio - Jonny Wilkinson, rugbista a 15 britannico
- 26 maggio - Hüseyin Çimşir, allenatore di calcio e ex calciatore turco
- 26 maggio - Elisabeth Harnois, attrice statunitense
- 26 maggio - Abdulsalam Jumaa, ex calciatore emiratino
- 26 maggio - Aleksej Markov, dirigente sportivo, ex pistard e ciclista su strada russo
- 26 maggio - Ashley Massaro, wrestler e modella statunitense († 2019)
- 26 maggio - Natal'ja Nazarova, velocista russa
- 26 maggio - Mehmet Okur, ex cestista e allenatore di pallacanestro turco
- 26 maggio - Jonas Reckermann, ex giocatore di beach volley tedesco
- 26 maggio - Janny Sikazwe, arbitro di calcio zambiano
- 27 maggio - Filipe Anunciação, allenatore di calcio e ex calciatore portoghese
- 27 maggio - Davide Consorte, velista italiano
- 27 maggio - Luca Francesconi, artista italiano
- 27 maggio - Ryan McCormack, ex cestista statunitense
- 27 maggio - Andy Parkinson, allenatore di calcio e ex calciatore inglese
- 27 maggio - Propaganda, rapper statunitense
- 27 maggio - Felix Schwenke, politico tedesco
- 27 maggio - Jeff Brazier, conduttore televisivo inglese
- 27 maggio - Mile Sterjovski, allenatore di calcio e ex calciatore australiano
- 27 maggio - Laura Österberg Kalmari, ex calciatrice finlandese
- 28 maggio - Jesse Bradford, attore statunitense
- 28 maggio - Francis Chandida, ex calciatore zimbabwese
- 28 maggio - Ronald Curry, giocatore di football americano statunitense
- 28 maggio - Monica Keena, attrice e modella statunitense
- 28 maggio - Sebastian Köber, pugile tedesco
- 28 maggio - Bryan Namoff, ex calciatore statunitense
- 28 maggio - Abd al-Aziz al-Umari, terrorista saudita († 2001)
- 28 maggio - Roman Sanžar, allenatore di calcio e ex calciatore ucraino
- 28 maggio - Ondřej Starosta, ex cestista ceco
- 28 maggio - Wim Van Huffel, ex ciclista su strada belga
- 28 maggio - Sonia Williams, velocista antiguo-barbudana
- 28 maggio - Evgenij Čigišev, ex sollevatore russo
- 29 maggio - Aleš Chvalovský, ex calciatore ceco
- 29 maggio - Alberto Cifuentes, ex calciatore spagnolo
- 29 maggio - Celeste Costantino, attivista e politica italiana
- 29 maggio - Fonseca, cantautore colombiano
- 29 maggio - Arne Friedrich, dirigente sportivo e ex calciatore tedesco
- 29 maggio - Pavel Gerasimov, ex astista russo
- 29 maggio - Alessio Giannone, personaggio televisivo e youtuber italiano
- 29 maggio - Ella Gjømle, ex fondista norvegese
- 29 maggio - Salou Ibrahim, ex calciatore ghanese
- 29 maggio - Brian Kendrick, wrestler statunitense
- 29 maggio - Andy Kirk, allenatore di calcio e ex calciatore nordirlandese
- 29 maggio - Ivanka Matić, ex cestista serba
- 29 maggio - Gustavo Pinto, ex calciatore argentino
- 29 maggio - Martin Stocklasa, allenatore di calcio e ex calciatore liechtensteinese
- 29 maggio - Vasil Stojanov, pallavolista bulgaro
- 29 maggio - Ismaïla Sy, ex cestista francese
- 29 maggio - Krzysztof Szczawiński, ex ciclista su strada polacco
- 29 maggio - Claudia Trieste, ex modella e showgirl italiana
- 29 maggio - Janneke van Tienen, ex pallavolista olandese
- 30 maggio - Brett Anderson, cantante statunitense
- 30 maggio - Clint Bowyer, pilota automobilistico statunitense
- 30 maggio - Gianni Carabelli, ex ostacolista italiano
- 30 maggio - Fabian Ernst, ex calciatore tedesco
- 30 maggio - Rie Kugimiya, doppiatrice e cantante giapponese
- 30 maggio - Paolo Lattanzio, politico italiano
- 30 maggio - Jenny Mollen, attrice statunitense
- 30 maggio - Tadhg Murphy, attore irlandese
- 30 maggio - Carlos Rubén Rivera, ex calciatore panamense
- 30 maggio - Stéphane Tissot, ex sciatore alpino francese
- 30 maggio - István Vad, arbitro di calcio ungherese
- 30 maggio - Hardi Jaafar, ex calciatore malese
- 30 maggio - Steff da Campo, disc jockey e produttore discografico olandese
- 31 maggio - Said Saif Asaad, ex sollevatore qatariota
- 31 maggio - BC Camplight, cantautore e polistrumentista statunitense
- 31 maggio - Cassius Duran, tuffatore brasiliano
- 31 maggio - Jean François Gillet, allenatore di calcio e ex calciatore belga
- 31 maggio - Stephan Keller, allenatore di calcio e ex calciatore svizzero
- 31 maggio - Sophia McDougall, scrittrice e saggista britannica
- 31 maggio - Jérôme Meyer, arrampicatore francese
- 31 maggio - Edson Minga, allenatore di calcio e ex calciatore congolese (Repubblica del Congo)
- 31 maggio - Chris Pennie, batterista statunitense
- 31 maggio - Michal Pospíšil, ex calciatore ceco
- 31 maggio - Patricia Vezzuli, attrice e modella italiana
- 31 maggio - Daniel Walsh, canottiere statunitense